# 勝満寺 (小矢部市)
勝満寺（しょうまんじ）は、富山県小矢部市にある浄土真宗（真宗大谷派）の寺院である。寺内に教念寺（きょうねんじ）と妙楽寺（みょうらくじ）の2寺を有する。

## 歴史

### 開基と改宗
大同3年（808年）真言宗の沙門であった海満が興法寺村（現小矢部市興法寺）に開基した。安居寺（砺波市）の下寺であったとされる。
承元元年（1207年）、後裔である他力房誓祐が浄土真宗に改宗した。誓祐は、越後国に配流途上の親鸞（承元の法難も参照）によって教化され直弟子となったといわれる。誓祐はその際に、親鸞上人の御影を預かり、それを朝夕拝礼していたと伝えられている。この御影は親鸞上人の旅姿（紺脚絆白紐の旅装束）をうつし、鎌倉時代に木版印刷によって世に広められた。第五世本願寺宗主綽如の娘が時の勝満寺住職であった良窓に嫁いでおり、真宗の寺院として大きな存在であったことがうかがえる。

### 蓮如と一向一揆
文明初期、加賀宮ノ腰（現金沢市金石）で、時の住職であった九代誓海が蓮如上人に、船上にて上述の御影をお目にかけたところ、上人はうやうやしく礼拝され、さらに、上人より「船見」の姓を賜ったという。
その後、和沢村（現小矢部市和沢）を経て、一向一揆に備えるため文明11年（1479年）に未開の地であった水島村（現小矢部市水島）に移転した。天文13年（1544年）には石山本願寺に番衆として「水島勝満寺」が上がった記録が残っている。
文明13年（1481年）には、真宗教団が田屋川原の戦いで、福光石黒氏と医王山惣海寺の連合軍を撃破した。享禄4年（1531年）の大小一揆以後は和田本覚寺の与力下にあった。越中一向一揆の時代には、寺域は千数百坪に拡がり、周囲には土塁を設け、濠を作り攻守に万全を期したという。門徒は野尻から小矢部川沿いの50あまりの集落に及び、信者らは毎月29日の寄講（二十九日講）を通じて信心を励ましあった。
しかし、永禄9年（1566年）8月29日、木舟城主石黒成綱（石黒左近）に急襲され、焼け落ちた。この際上述の御影が焼失し、十一代慶順が殉じた。また、有力な門徒小倉六右兵衛が構えていた鷹栖館も焼き討ちに遭い落城した。一方で慶順の一子辰千代はかろうじて脱出した。この際庭前のイチイの中に隠れ難を逃れたことから、代々嗣子の幼名に「一（いち）」をつけ「イチイ」さまと呼ぶという。
その後、辰千代は鷹栖村（現砺波市鷹栖）中の明に住む門徒兼後与五郎の元で11年間過ごした後、19歳となった天正5年（1577年）、十二代乗慶と号し旧跡に還り寺院を再興した。
天正13年（1586年）に前田氏が越中を支配するようになると、勝満寺は千六百二十歩の土地を寄進され保護下に入った。
天正16年（1589年）には、勸帰寺（砺波市庄川町青島）の創建分寺に際し、勝満寺が木造阿弥陀如来立像を譲った。この木造阿弥陀如来立像は、昭和62年（1987年）に砺波市の重要文化財に指定されている。勸帰寺は勝満寺の道場として、順照（信州安曇野、岩原城主三代目の堀金安芸守盛広）が開基したもので、明暦2年（1656年）に本尊・寺号を付与された。

### 真宗東西分裂～近代
文禄2年（1593年）に浄土真宗の東西分裂が始まると（本願寺の歴史#教如退隠）、乗慶は第十二世本願寺宗主准如と対立する、前当主の教如の側に組した。そのため、准如側の豊臣秀吉に忠実な前田氏の圧力によって、文禄3年（1594年）に勝満寺は伽藍を破壊され、乗慶は逼塞を命じられた。乗慶は再び鷹栖村中の明で隠遁生活を送った。中の明には有力門徒兼後与五郎や小倉六右兵衛がおり、彼らが乗慶を保護した。
その後、十四代誓慶の時代に本堂が再建された。十六代誓伝の時代には、法事中の失火により庫裡・台所・書院が失われたが、誓伝はこれらを再建・再整備した。
秀吉の没後、本願寺分立が確立すると、勝満寺は東派の有力寺院として再興した。砺波随一の門徒持ちの寺院となり、「東派越中四ヶ寺（聖安寺・超願寺・石動乗光寺・勝満寺）」と呼ばれたという。
加賀藩時代の勝満寺は越中4寺を構え、国法によって格別の取り扱いを得たという。この時代の勝満寺は寺内に現存する教念寺・妙楽寺に加え、善住寺の3寺を有していた。そのうち善住寺は、天保2年（1831年）に本堂が破損し、取り壊しとなり滅した。その後勝満寺が本尊等を預かり寺務を代行していたが、地元住民の請願によって、明治12年（1879年）、名畑村（現小矢部市名畑）に善住寺が移転・再建した。
天保14年（1843年）の「御縮高根帳（杉野家文書）」によれば、勝満寺は水島村内に50石余りを有していたという。

### 現代
平成5年（1993年）に納骨堂が建立され、また平成7年（1995年）には鐘楼が再建された。
平成28年（2016年）には本尊の阿弥陀如来像と本堂内陣の修復を行っている。

## 寺宝・関連史跡

### 寺宝
- 阿弥陀如来絵像　文明11年（1479年）に蓮如上人より下付したと伝わる[5]。蓮如の裏書がある[1]。

- 梵鐘　作者不明。室町時代の作。鐘の品位が高く古鐘であるとして戦中の金属供出の対象から外された。高さ140cm、口径78cm、厚さ10cm[12]。
- 経蔵　文化15年（1818年）経蔵建立。一切経6,771巻を収納した。四方に募財し、銀百貫を要したという[2]。

- 大欅　本堂前に立つ巨樹。目回り25尺[2]。

### 関連史跡

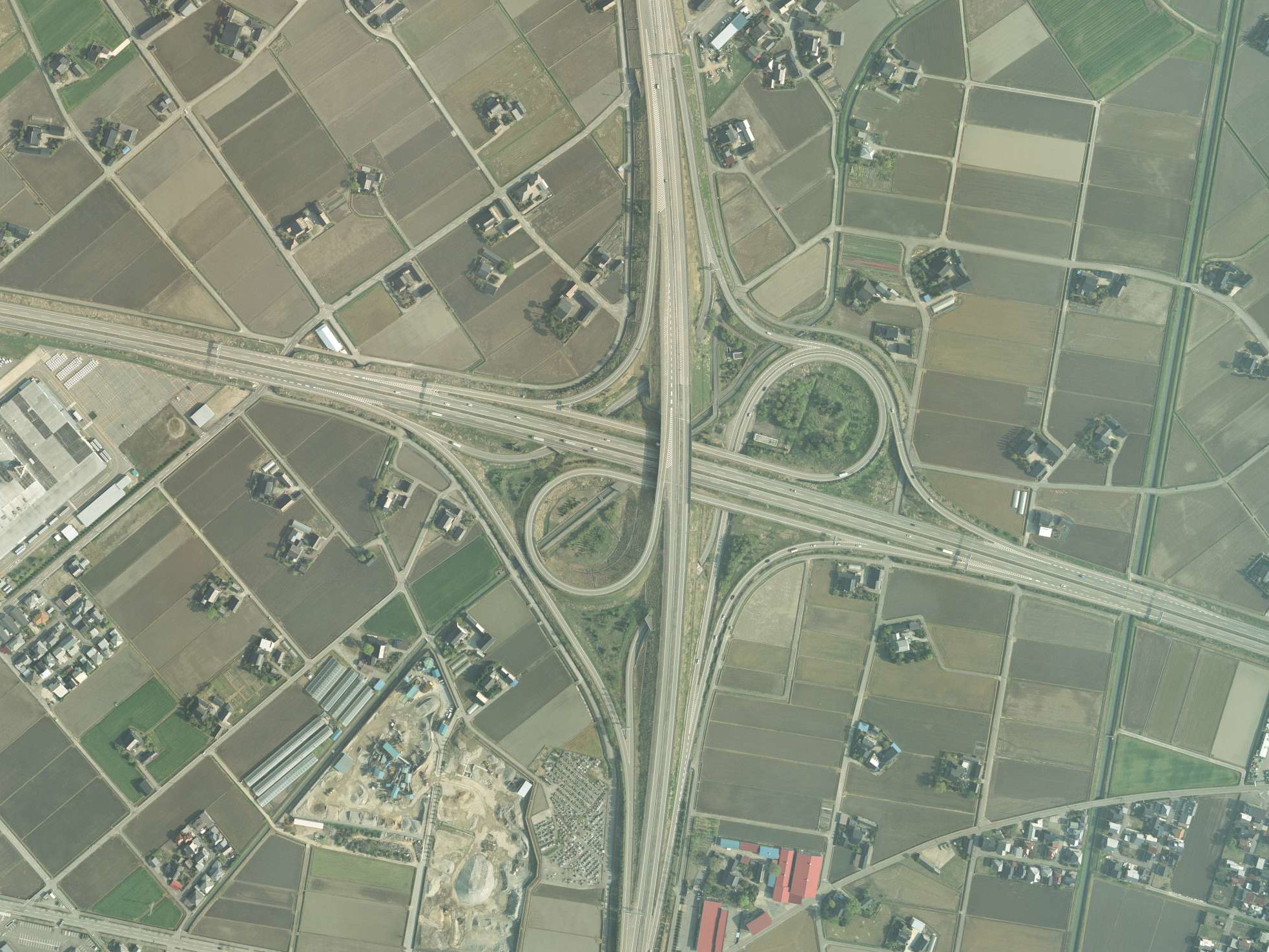
小矢部砺波JCT周辺の空中写真（2007年国土地理院撮影）。写真中央下の墓地にのみ勝満寺磧の面影が残る。

#### 鷹栖館
勝満寺の有力門徒であった小倉六右兵衛が構えていたと伝わる城館。木舟石黒氏の攻撃により勝満寺とともに焼け落ちたとされる。

#### 勝満寺磧（勝満寺河原）
小矢部市と砺波市の境界（小矢部砺波JCT付近）に位置し、かつては広大な平地林であった。加賀藩の御留林であったが、故あって勝満寺に寄進されたと伝わる。その一部を割き、勝満寺代々の墓地としたためその名が起こった。雉、山鳥、兎、狐狸の棲息地として知られたが、明治中葉から開拓がはじまり、また北陸自動車道の整備によって、墓地を残すのみとなっている。
現地には「勝満寺河原の記」という石碑が立っている。

## 歴代住職
『水島村のれきし』によれば、1958年までの歴代住職は以下に示すとおりである。
1. 他カ坊誓祐（真宗へ改宗）
2. 顕祐
3. 正慶
4. 正誓
5. 誓俊
6. 良窓[注釈 2]（綽如の子女を室として迎えた）
7. 致覚
8. 致了
9. 誓海
10. 誓尊
11. 慶順（木舟石黒氏の焼討ちで殉じた）
12. 乗慶[注釈 3]（幼名辰千代、焼き討ちに遭った勝満寺を再建した）
13. 誓玄
14. 誓慶（本堂を再建した）
15. 是心
16. 誓伝（失火の後、台所等を整備した）
17. 誓円
18. 誓浄
19. 誓致
20. 誓成
21. 厳誓
22. 厳俊
23. 厳性（東本願寺宗議会議員を務めた）
24. 闡章

## 教念寺
教念寺（きょうねんじ）は勝満寺に隣接する真宗大谷派の寺院である。勝満寺境内右手に位置する。
文明4年（1472年）4月、蓮如に帰依した智証（智證）によって、和沢村に創建される。その後、正徳3年（1713年）に現在の所在である水島村に移転した。
天保14年（1843年）の「御縮高根帳（杉野家文書）」によれば、勝満寺の寺家であった教念寺は49石を有していた。教念寺住職も船見姓を唱えている。

## 妙楽寺
妙楽寺（みょうらくじ）は勝満寺に隣接する真宗大谷派の寺院である。勝満寺境内左手に位置する。
創建年は不詳であるが、真言宗の沙門法海が礪波郡湯谷村に創建したと伝わる。蓮如の弟子となった時の住職智旦によって、文明2年（1470年）に改宗した。天和2年（1682年）に現在の所在である水島村に移転し、住職も船見姓を唱えた。
天保14年（1843年）の「御縮高根帳（杉野家文書）」によれば、勝満寺の寺家であった妙楽寺は1石あまりを有していた。